# Иоанн III Никиот
Патриарх Иоанн III (греч. Ιωαννης Γ’ ο Νικαιωτης; умер 22 мая 516) — патриарх Александрийский (505—516). Монофизит. Именуется Иоанн III в Православной Церкви и Иоанн II в коптской церкви, которая не признала Иоанна Талаию.
Был монахом, который жил уединённой жизнью в пустыне, пока он не был избран Папой и Патриархом Александрийским 29 мая 505 года.
Он был известен как автор многих агиографических сочинений и проповедей.
Он был современником римского императора Анастасия I, который поддерживал нехалкидонские церкви, и Севера Антиохийского, сторонника монофизитства в Сирии.
В 505 году по поручению императора Анастасия произнёс речь, в которой «Энотикон» Зенона перетолковывался в смысле однозначного одобрения монофизитства и Диоскора, и осуждения Халкидонского собора. Государственная церковная политика стала монофизитской, а сторонники Халкидона оказались гонимыми. Однако после смерти императора Анастасия баланс сил изменился в пользу сторонников Халкидона.